# Girolamo Nicolò Laurenti
Girolamo Nicolò Laurenti (* 4. Juni 1678 in Bologna; † 26. Dezember 1751 ebenda) war ein italienischer Violinist und Komponist.

## Leben
Girolamo Nicolò Laurenti stammte aus einer Musikerfamilie, das Geigenspiel erlernte er bei seinem Vater Bartolomeo Laurenti (1644–1726), danach bei Giuseppe Torelli und Tomaso Antonio Vitali. 1699 wurde er als Musiker in die Accademia Filarmonica aufgenommen und 1710 als Komponist. 1706 konnte er die Stelle seines Vaters an der Basilika San Petronio übernehmen und wurde dort 1734 von Giacomo Antonio Perti zum Konzertmeister ernannt. Johann Joachim Quantz erwähnte ihn lobend als Konzertmeister des Orchesters am Teatro San Giovanni Grisostomo  in Venedig. Johann Georg Pisendel fertigte mehrere Kopien von Werken Laurentis für seine Bibliothek (dem sogenannten Schranck No: II) in der Dresdener Hofkirche an. Neben den Werken für Streicher schrieb Laurenti einige geistliche Werke.

## Werke (Auswahl)
- Triosonate in f-moll, in Corona di dodici fiori armonici a tre strumenti (Bologna, 1706)
- 6 Concerti für Violine principale, Streicher und B. c. Op. 1 (Amsterdam, 1727)
- 5 Concerti
- Concerto A-Dur für Violine principale, Violine, Bratsche, Bass und Orgel
- 25 Ricercari für Violine solo
- mehrere Streichersinfonien